# 小行星1475
小行星1475（1475 Yalta）是一颗围绕太阳公转的小行星。1935年9月21日，佩拉格婭·沙因在克里米亚发现了此天体。
該小行星以克里米亞共和國的城市雅爾達命名。
这颗小行星的绝对星等为201.3045479162112等。